# 84-es busz (Budapest)
A budapesti 84-es jelzésű autóbusz az Újpest, Szilágyi utca (a Rákospalota–Újpest vasútállomásnál) és a Moszkva tér (ma Széll Kálmán tér) között közlekedett. A járatot a Budapesti Közlekedési Vállalat üzemeltette.

## Története
1959. április 4-én indult el a 93-as busz az óbudai Miklós utca és Rákospalota-Újpest, MÁV-állomás között az Árpád híd–Váci út–Árpád út–Leibstück Mária utca–Thököly út—Dózsa György út útvonalon. Útvonalát egy hónappal később, május 4-én egyszerűsítették, az Árpád úton továbbhaladva, a Szilágyi utcánál érte el újpesti végállomását. Kihasználatlanság miatt előbb 1959. június 29-én ritkították, majd 1960. február 15-én jelzését C-re változtatták és rendkívüli járat jelleget kapott. 1961. február 6-án már a Retek utcáig, 7-étől pedig a Moszkva térig közlekedett. 1966. június 1-jén jelzése 84-esre változott. 1971. február 11-én átadták az új újpesti végállomást a vasútállomás mellett, ami a Szilágyi utca nevet kapta. A végállomást a buszok a Kiss János utca és Dózsa György utca (ma Görgey Artúr utca) felől közelítették meg.
1978. március 20-án 84-es jelzéssel gyorsjáratot indítottak, mely építési munkálatok miatt közlekedett a Moszkva tér és a Gyöngyösi utca között. Az építkezések befejezése után, 1978. szeptember 29-én megszüntették.
1984. augusztus 11-én elindult a 184-es busz az óbudai Bogdáni út és Újpest, Árpád út között. Ugyanekkor a 84-es busz megszűnt, de útvonalán újraindult a 84-es gyorsjárat a Moszkva tér–Árpád híd–Újpest, Szilágyi utca útvonalon, ami kevesebb megállót szolgált ki.
1990. június 30-án a 184-es busz megszűnt. 1990. december 15-én átadták az M3-as metróvonal Árpád híd és Újpest-Központ közötti szakaszát, ezért a korábban Újpest, Szilágyi utcától Moszkva térig közlekedő 84-es buszt is megszüntették, helyette az újrainduló, de az Árpád hídig rövidített 84-es közlekedett. 1995. június 11-én a 84-es is megszűnt.
2019. július 13-án N84-es jelzésű nosztalgiabusz közlekedett a 84-es busz útvonalán a Széll Kálmán tér és Rákospalota-Újpest vasútállomás között.

## Útvonala
| Moszkva tér felé | Árpád híd, metróállomás felé |
| --- | --- |
| Árpád híd, metróállomás vá. – Róbert Károly körút – Árpád híd – Pacsirtamező utca – Lajos utca – Zsigmond tér – Árpád fejedelem útja – Üstökös utca – Török utca – Margit körút – Széna tér – Moszkva tér vá. | Moszkva tér vá. – Széna tér – Margit körút – Bem József utca – Bem rakpart – Árpád fejedelem útja – Zsigmond tér – Lajos utca – Pacsirtamező utca – Árpád híd – Róbert Károly körút – Árpád híd, metróállomás vá. |

## Megállóhelyei
| 84 (Újpest, Szilágyi utca – Moszkva tér)   | 84 (Újpest, Szilágyi utca – Moszkva tér)   | 84 (Újpest, Szilágyi utca – Moszkva tér)                                | 84 (Újpest, Szilágyi utca – Moszkva tér)   | 84 (Újpest, Szilágyi utca – Moszkva tér)   | 84 (Újpest, Szilágyi utca – Moszkva tér)                                                               | 84 (Újpest, Szilágyi utca – Moszkva tér)                                            | 84 (Újpest, Szilágyi utca – Moszkva tér)   |
| 84 (Árpád híd, metróállomás – Moszkva tér) | 84 (Árpád híd, metróállomás – Moszkva tér) | 84 (Árpád híd, metróállomás – Moszkva tér)                              | 84 (Árpád híd, metróállomás – Moszkva tér) | 84 (Árpád híd, metróállomás – Moszkva tér) | 84 (Árpád híd, metróállomás – Moszkva tér)                                                             | 84 (Árpád híd, metróállomás – Moszkva tér)                                          | 84 (Árpád híd, metróállomás – Moszkva tér) |
| Perc (↓)                                   | Perc (↓)                                   | Megállóhely                                                             | Perc (↑)                                   | Perc (↑)                                   | Átszállási kapcsolatok                                                                                 | Átszállási kapcsolatok                                                              |                                            |
| 1984                                       | 1995                                       | Megállóhely                                                             | 1984                                       | 1995                                       | a járat első megszűnésekor (1984)                                                                      | a járat második megszűnésekor (1995)                                                |                                            |
| ------------------------------------------ | ------------------------------------------ | ----------------------------------------------------------------------- | ------------------------------------------ | ------------------------------------------ | --- | ----------------------------------------------------------------------------------- | ------------------------------------------ |
| 0                                          | ∫                                          | Újpest, Szilágyi utca végállomás (1967–1984)                            | 42                                         | ∫                                          | 12 43, 47, 121 Rákospalota-Újpest                                                                      | Nem érintette                                                                       |                                            |
| ∫                                          | ∫                                          | Dózsa György út                                                         | 41                                         | ∫                                          | 12 43, 47, 121                                                                                         | Nem érintette                                                                       |                                            |
| 1                                          | ∫                                          | Árpád út (↓) Kiss János utca (↑)                                        | 40                                         | ∫                                          | 10, 10A 43                                                                                             | Nem érintette                                                                       |                                            |
| 2                                          | ∫                                          | Árpád Kórház                                                            | 39                                         | ∫                                          | 10, 10A 43, 96                                                                                         | Nem érintette                                                                       |                                            |
| 3                                          | ∫                                          | Rózsa utca                                                              | 38                                         | ∫                                          | 10, 10A 43, 120                                                                                        | Nem érintette                                                                       |                                            |
| 4                                          | ∫                                          | Erzsébet utca                                                           | 37                                         | ∫                                          | 10, 10A 43, 120                                                                                        | Nem érintette                                                                       |                                            |
| 5                                          | ∫                                          | Bajcsy-Zsilinszky út                                                    | 36                                         | ∫                                          | 10, 10A, 12, 14 20, 20, 30, 30, 43, 96, 120, 147                                                       | Nem érintette                                                                       |                                            |
| 6                                          | ∫                                          | Berzeviczy Gergely utca (↓) Temesvári utca (↑)                          | 35                                         | ∫                                          | 10, 10A 43                                                                                             | Nem érintette                                                                       |                                            |
| 8                                          | ∫                                          | Újpesti vasúti híd (↓) Árpád út (↑)                                     | 34                                         | ∫                                          | 10, 10A 3V, 43, 43, 96                                                                                 | Nem érintette                                                                       |                                            |
| 9                                          | ∫                                          | Kender-Juta                                                             | 32                                         | ∫                                          | 3V, 43                                                                                                 | Nem érintette                                                                       |                                            |
| 10                                         | ∫                                          | Hajó- és Darugyár                                                       | ∫                                          | ∫                                          | 3V, 43                                                                                                 | Nem érintette                                                                       |                                            |
| 11                                         | ∫                                          | Szekszárdi utca                                                         | 30                                         | ∫                                          | 3V, 43                                                                                                 | Nem érintette                                                                       |                                            |
| 13                                         | ∫                                          | Gyöngyösi utca                                                          | 28                                         | ∫                                          | 3V, 4, 4A, 4, 43, 43                                                                                   | Nem érintette                                                                       |                                            |
| 15                                         | ∫                                          | Csavargyár (↓) Thälmann utca (↑)                                        | 26                                         | ∫                                          | 3V, 43                                                                                                 | Nem érintette                                                                       |                                            |
| 17                                         | ∫                                          | Forgách utca                                                            | 24                                         | ∫                                          | 3V, 43                                                                                                 | Nem érintette                                                                       |                                            |
| 19                                         | ∫                                          | Dagály utca (↓) Frangepán utca (↑)                                      | 22                                         | ∫                                          | 3V, 32, 32, 43, 43                                                                                     | Nem érintette                                                                       |                                            |
| 20                                         | ∫                                          | Árpád híd (↓) Róbert Károly körút (↑)                                   | 21                                         | ∫                                          | 3V, 33V, 43, 43, 55, 55                                                                                | Nem érintette                                                                       |                                            |
| ∫                                          | 0                                          | Árpád híd, metróállomás végállomás (1990–1995)                          | ∫                                          | 20                                         | Nem érintette                                                                                          | 1 26, 32, 32, 106, 120, 133                                                         |                                            |
| ∫                                          | 1                                          | Árpád híd, metróállomás                                                 | ∫                                          | ∫                                          | Nem érintette                                                                                          | 1 26, 32, 32, 106, 120, 133                                                         |                                            |
| 22                                         | 2                                          | Népfürdő utca                                                           | 19                                         | 18                                         | 33V, 55                                                                                                | 1 26, 106, 133                                                                      |                                            |
| 24                                         | 4                                          | Szigeti bejáró                                                          | 17                                         | 16                                         | 33V, 55                                                                                                | 26, 106                                                                             |                                            |
| 26                                         | 6                                          | Szentlélek tér (korábban: Hajógyár)                                     | 14                                         | ∫                                          | Szentendrei HÉV 18, 37, 42, 55, 55, 118, 134, 137, 142                                                 | Szentendrei HÉV 1 18, 34, 42, 106, 137, 142                                         |                                            |
| 28                                         | 8                                          | Kiscelli utca                                                           | 13                                         | 13                                         | 6, 86, 86                                                                                              | 1 6, 18, 34, 42, 86, 86, 106, 137, 142                                              |                                            |
| 29                                         | 9                                          | Tímár utca                                                              | 12                                         | 12                                         | 6, 86                                                                                                  | 6, 86                                                                               |                                            |
| 30                                         | 10                                         | Galagonya utca (korábban: Lajos utca)                                   | ∫                                          | ∫                                          | 6, 60, 86                                                                                              | 6, 60, 86                                                                           |                                            |
| ∫                                          | ∫                                          | Nagyszombat utca                                                        | 11                                         | 11                                         | 6, 60, 86                                                                                              | 6, 60, 86                                                                           |                                            |
| 32                                         | 12                                         | Kolosy tér                                                              | 10                                         | 10                                         | Szentendrei HÉV 17 6, 29, 60, 60, 65, 65A, 86, 86, 165                                                 | Szentendrei HÉV 17 6, 29, 60, 65, 65A, 86, 86, 165                                  |                                            |
| 34                                         | 14                                         | Zsigmond tér                                                            | 9                                          | 9                                          | 17 6, 60, 86                                                                                           | 17 6, 60, 86                                                                        |                                            |
| 35                                         | 15                                         | Komjádi Béla Uszoda                                                     | 8                                          | 8                                          | 6, 60, 86                                                                                              | 6, 60, 86                                                                           |                                            |
| 36                                         | 16                                         | Margit körút (korábban: Mártírok útja)                                  | ∫                                          | ∫                                          | 4, 6, 17 12, 12A, 26, 91, 191                                                                          | 4, 6, 17 26, 91, 191                                                                |                                            |
| ∫                                          | ∫                                          | Margit híd                                                              | 7                                          | 7                                          | Szentendrei HÉV 4, 6, 17 6, 12, 12A, 26, 60, 60, 86, 86, 91, 191                                       | Szentendrei HÉV 4, 6, 17 6, 26, 60, 86, 86, 91, 191                                 |                                            |
| ∫                                          | ∫                                          | Bem József tér                                                          | 5                                          | 5                                          | 60, 86, 86                                                                                             | 60, 86, 86                                                                          |                                            |
| 38                                         | 18                                         | Mechwart liget (korábban: Keleti Károly utca (↓) Szász Károly utca (↑)) | 3                                          | 2                                          | 4, 6 11, 12, 12A                                                                                       | 4, 6 11                                                                             |                                            |
| 40                                         | ∫                                          | Széna tér                                                               | 1                                          | ∫                                          | 4, 6 12, 12A, 39                                                                                       | Nem érintette                                                                       |                                            |
| 42                                         | 20                                         | Moszkva tér végállomás (1967–1984 és 1990–1995)                         | 0                                          | 0                                          | 4, 6, 18, 56, 59, 61 5, 5, 12, 12A, 12, 16, 16A, 21, 21, 22, 22, 28, 39, 49, 56, 56E, 128, 156, 158, J | 4, 6, 18, 56, 59, 61 5, 12, 21, 21, 22, 22, 28, 39, 49, 56, 56E, 128, 156, 158, Vár |                                            |